# Leopold Szondi
Léopold Szondi ou em húngaro Szondi Lipót (Nitra, 11 de março de 1893 – Küsnacht, 24 de janeiro de 1986) foi um médico, psicopatologista e psicanalista húngaro.

## Biografia
Lipót Sonnenschein nasceu em 1893, num bairro judeu em Nitra, hoje parte da Eslováquia. Penúltimo de treze filhos, aos quatro anos mudou-se com sua família para Budapeste, onde frequentou a escola e aprendeu o idioma húngaro. Aos 18 anos, ao concluir a escolaridade, Lipót adotou o sobrenome Szondi – no mesmo ano do falecimento de seu pai.
Estudou medicina, especializando-se em psiquiatria. Tornou-se um leitor ávido das obras de Sigmund Freud. Fez psicanálise com Adolf Neumann, um discípulo de Sandor Ferenczi, que, por sua fez, foi discípulo direto de Freud. Apesar das dificuldades enfrentadas durante a 1ª Guerra Mundial, Szondi concluiu seus estudos em 1919. Em 1926 Szondi já era bem conhecido nos meios acadêmicos, obtendo título de livre docente.
O ano de 1930 foi decisivo para o desenvolvimento de sua teoria, “Análise do Destino”. A partir do estudo da genealogia das famílias de seus pacientes, começou a delinear a teoria da eletividade genética e da propensão para desenvolver determinadas doenças ou distúrbios mentais. Numa época de muitos perigos, principalmente para a população de origem judaica da Hungria, Szondi desenvolveu o “genoteste” e a Análise do Destino. Nesse período, muitas famílias judaicas fugiram para outros países, mas ele decidiu permanecer, pois seu trabalho já estava num estágio muito avançado.
Em 1941, Szondi foi obrigado a abrir mão de seu status acadêmico, da cátedra e da direção do laboratório de psiquiatria da Universidade Real Húngara. Em julho de 1944 foi levado, junto com sua mulher Ilona e seus dois filhos, Vera e Péter Szondi, para o campo de concentração de Bergen-Belsen, próximo a Hamburgo, deixando para trás todo o seu trabalho. No entanto, conseguiu levar o manuscrito de sua obra consigo e passou a fazer suas observações e a difundir suas ideias para os internos. Em dezembro de 1944, os americanos conseguiram negociar uma troca de prisioneiros com os alemães, que resultou na libertação de 1.365 pessoas, entre elas Szondi e sua família. Depois de exatos seis meses no campo de concentração, Szondi e sua família puderam partir para a Suíça. No dia 4 de dezembro de 1944, chegaram em St. Margrethen, em território suíço. A maioria dos outros presos no campo, puderam emigrar para Israel. Pouco tempo antes de sua chegada à Suíça, foi publicado o livro "Análise do Destino: escolha no amor, amizade, profissão, doença e morte", pela editora Schwabe, de Basileia.
A partir de 1946, Szondi passou a viver em Zurique, onde, apesar de não ter acesso ao meio acadêmico, obteve permissão para abrir uma clínica psicoterapêutica, lecionar no Instituto de Psicologia Aplicada (IAP) e formar vários grupos de estudo. Em 1959 recebeu a "Cidadania Suíça".

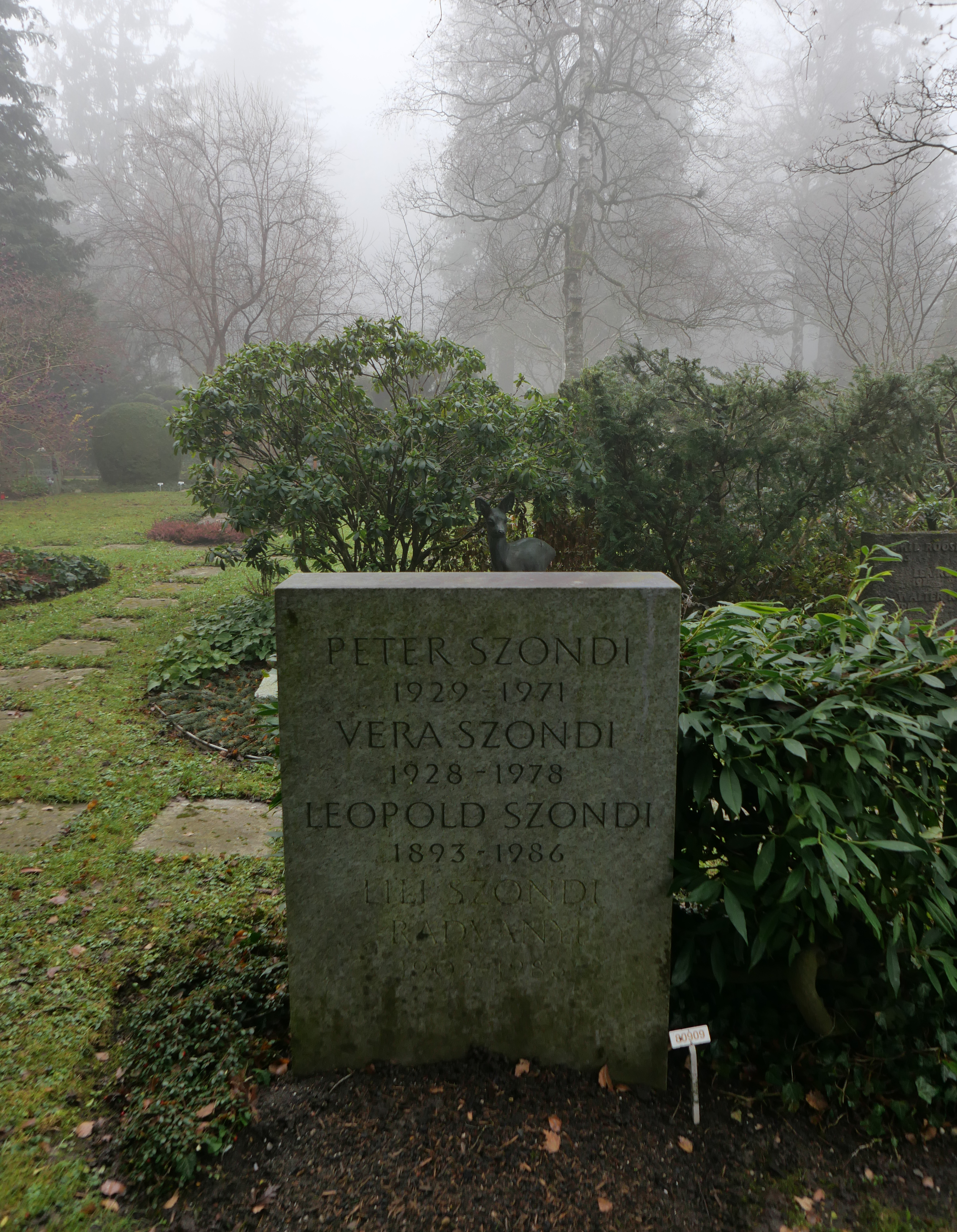
O túmulo da família.

Leopold Szondi faleceu em 24 de janeiro de 1986, em Zurique. Szondi encontrou seu local de descanso final no cemitério Fluntern, em Zurique. Sua esposa Ilona “Lili” Livia, nascida Radványi (1902-1986), seu filho Peter (1929-1971) e sua filha Vera (1928-1978), que era médica, também estão enterrados na sepultura.
O fato de Szondi não ter tido acesso aos meios acadêmicos e de sua obra estar disponível, praticamente, somente no idioma alemão, restringiu a divulgação da sua teoria de uma maneira mais ampla. Szondi é habitualmente lembrado pelo teste projetivo que leva seu nome, Teste de Szondi.
Szondi desenvolveu uma forma de psicologia profunda que teve certa proeminência na Europa na metade do século XX mas segundo certos críticos, foi amplamente ignorada. Além do inconsciente pessoal, descoberto por Freud e do inconsciente coletivo, estudado por Carl Gustav Jung, Szondi estabeleceu outro campo do inconsciente, até então não explorado, ao qual atribuiu o nome de inconsciente familiar. Familiar porque se origina, hereditariamente, por transmissão genética.
Suas pesquisas foram influenciadas por Freud e Ludwig Binswanger e abordaram a hereditariedade e a Teoria Gênica. Szondi buscava elucidar o mecanismo de transmissão genética e os fatores condicionantes da vida mental humana. Pesquisador e sistematizador incansável, levou mais de vinte e cinco anos, elaborando sua teoria genética da personalidade, de base biopsíquica, especialmente por meio do estudo de genealogias e do Teste de Szondi.
Para Szondi, o meio ambiente molda o homem, mas, na realidade este se deixa facilmente moldar pelo meio ambiente, direcionado por sua herança genética e segundo o modelo e a figura de seus antepassados. Ele considerava que o ser humano não tem somente um único destino, mas tantas possibilidades de destino quantos ascendentes marcantes ele trouxer em seu patrimônio hereditário. Essas possibilidades de destino são desconhecidas para o homem e frequentemente inconscientes. Segundo ele, estas heranças genéticas ocultas, dirigem o ser humano nas escolhas que moldam o seu destino: do parceiro amoroso, da amizade, da profissão, da doença e da morte.
Atualmente, a abordagem genética cedeu espaço para a abordagem pulsional. Jacques Schotte, da Universidade de Louvain, Bélgica, é o mais conhecido continuador de sua obra. A Análise do Destino completa os conhecimentos da Psicologia Profunda, com o acréscimo do Terceiro Inconsciente, o Familiar, depois do Pessoal de Freud (Viena) e do Coletivo de Jung (Zurique). Por isso, também, a Análise do Destino é conhecida como Terceira Escola de Psicologia Profunda. No entanto, ela não deve ser confundida com a Terceira Escola de Viena, a Logoterapia de Viktor Frankl, depois da Psicanálise de Freud (Viena) e da psicologia individual de Adler (Viena).
A obra de Szondi foi introduzida no Brasil por Pedro Balász e Juan Alfredo César Müller, co-fundadores da Sociedade Szondiana Brasileira Schicksalsanalyse, em 1983, juntamente com o psiquiatra Adalberto Tripichio. O escritor Olavo de Carvalho e o psicanalista Richard Bucher, discípulo de Schotte, também contribuíram significativamente para a divulgação da obra de Szondi.[carece de fontes?]
Mais recentemente, a teoria de Szondi serviu de base para o desenvolvimento de dois novos testes: o Berufsbildertest (BBT), na Suíça, em 1972, por Martin Achtnich, um de seus primeiros discípulos em Zurique; HumanGuide, na Suécia, um inventário online desenvolvido por Rolf Kenmo, em 1999.

## Obras publicadas
- Introdução à Psicologia do Destino: Liberdade e Compulsão no Destino do Homem. Seguido de Análise de Casamentos: Tentativa de Elaboração de uma Teoria da Escolha Amorosa. Tradução Pedro Sette-Câmara. São Paulo, É Realizações, 2013.
- Analysis of marriages 1937 (Erste Publikation über schicksalsanalytische Untersuchungen)
- Schicksalsanalyse 1944
- Triebpathologie 1952
- Ich-Analyse 1956
- Lehrbuch der experimentellen Triebdiagnostik 1960
- Trieblinnäus-Band 1960
- Schicksalsanalytische Therapie 1963
- Kain, Gestalten des Bösen 1968
- Moses, Antwort auf Kain 1973
- Die Triebentmischten 1980
- Introdução à Psicologia do Destino. Tradução de Juan A. C. Müller. São Paulo, Editora Manole, 1975.